# Ріджент (Північна Дакота)
Ріджент (англ. Regent) — місто (англ. city) в США, в окрузі Геттінгер штату Північна Дакота. Населення — 170 осіб (2020).

## Географія
Ріджент розташований за координатами 46°25′20″ пн. ш. 102°33′30″ зх. д. / 46.42222° пн. ш. 102.55833° зх. д. (46.422198, -102.558205).  За даними Бюро перепису населення США в 2010 році місто мало площу 1,46 км², уся площа — суходіл.

## Демографія
Згідно з переписом 2010 року, у місті мешкало 160 осіб у 80 домогосподарствах у складі 47 родин. Густота населення становила 110 осіб/км².  Було 120 помешкань (82/км²).
Расовий склад населення:
| - 97,5 % — білих - 1,9 % — корінних американців |

До двох чи більше рас належало 0,6 %. Частка іспаномовних становила 0,0 % від усіх жителів.
За віковим діапазоном населення розподілялося таким чином: 16,9 % — особи молодші 18 років, 53,7 % — особи у віці 18—64 років, 29,4 % — особи у віці 65 років та старші. Медіана віку мешканця становила 52,0 року. На 100 осіб жіночої статі у місті припадало 107,8 чоловіків;  на 100 жінок у віці від 18 років та старших — 104,6 чоловіків також старших 18 років.
Середній дохід на одне домашнє господарство  становив 54 281 долар США (медіана — 50 625), а середній дохід на одну сім'ю — 59 928 доларів (медіана — 59 375). За межею бідності перебувало 13,2 % осіб, у тому числі 27,1 % дітей у віці до 18 років та 1,8 % осіб у віці 65 років та старших.
Цивільне працевлаштоване населення становило 90 осіб. Основні галузі зайнятості: сільське господарство, лісництво, риболовля — 32,2 %, роздрібна торгівля — 15,6 %, освіта, охорона здоров'я та соціальна допомога — 15,6 %.